# Artivista

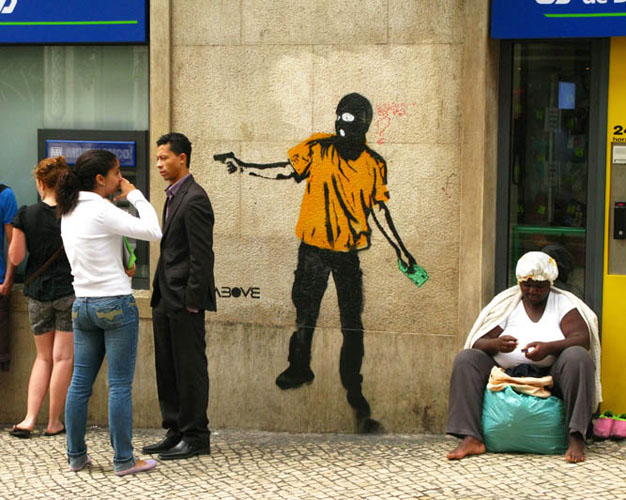
Giving to the Poor, um estêncil do artista de rua americano Above abordando a questão dos sem-teto. Lisboa, Portugal, 2008

Artivismo é uma palavra que combina arte e ativismo e, às vezes, também é referido como artivismo social.
O conceito de artivismo tem suas raízes, ou ramificações, de um encontro de 1997 entre artistas chicanos do leste de Los Angeles e os zapatistas em Chiapas, México. As palavras "artivista" e "artivismo" foram popularizadas por meio de uma variedade de eventos, ações e obras de arte por meio de artistas e músicos como Quetzal, Ozomatli e Mujeres de Maiz, entre outros artistas do leste de Los Angeles, e em espaços como a Self Help Graphics & Art.
O artivismo se desenvolveu ainda mais à medida que surgiram e proliferaram protestos antiguerra e antiglobalização. Em muitos casos, os artivistas tentam promover agendas políticas por meio da arte, mas também é comum o foco na conscientização social, ambiental e técnica.
Além de usar mídias tradicionais como filme e música para aumentar a conscientização ou pressionar por mudanças, um artivista também pode se envolver em culture jamming, subversão, arte de rua, palavra falada, protesto e ativismo.
A ativista Eve Ensler declarou:
... Essa paixão tem todos os ingredientes do ativismo, mas é carregada com as criações selvagens da arte. Artivismo — onde os limites são empurrados, a imaginação é libertada e uma nova linguagem emerge completamente." Bruce Lyons escreveu: "... artivismo ... promove a compreensão essencial que ... [os humanos] ... podem, por meio de coragem expressão criativa, experimente o poder unificador do amor quando a coragem se atrela à tarefa da arte + responsabilidade social.

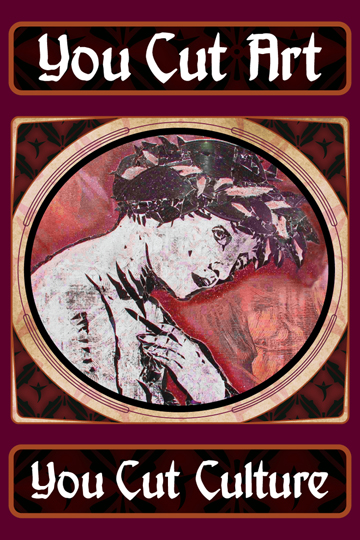
You Cut Art, You Cut Culture por Artica Concepts

Bomb-hugger por Banksy

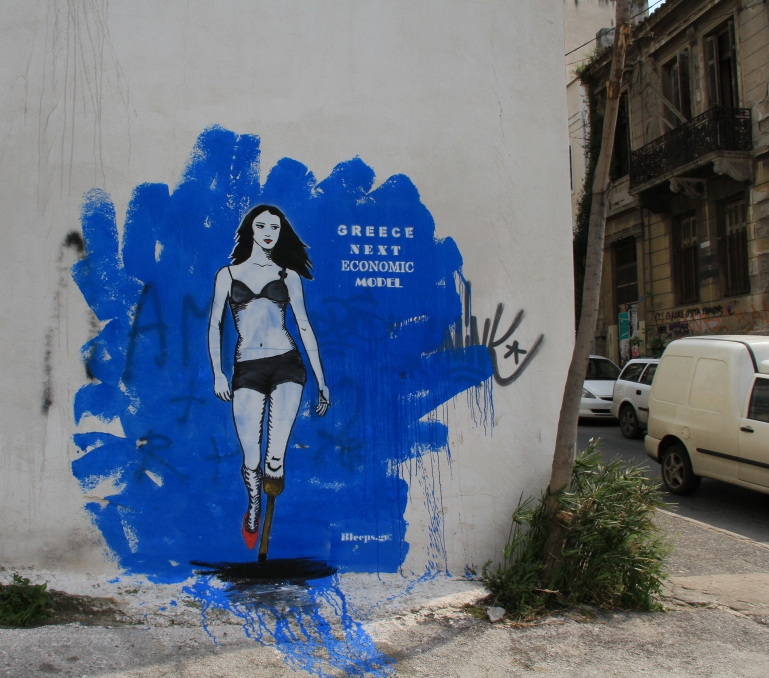
Greece Next Economic Model por Bleepsgr em Atenas, Grécia

Em 2005, o termo entrou na escrita acadêmica quando o estudioso de teatro esloveno Aldo Milohnic usou o termo para discutir "movimentos autônomos ('alter-globalistas', sociais) na Eslovênia que atraíram ampla atenção. Ao realizar sua atividade política, eles fizeram uso de protestos e ações diretas, introduzindo assim a 'estética', voluntariamente ou não". Em 2008, Chela Sandoval e Guisela Latorre publicaram um artigo sobre o artivismo Chicano/a e M. K. Asante usando o termo em referência a artistas negros.
Há um capítulo sobre artivismo no livro It's Bigger Than Hip Hop de M. K. Asante, que escreve:
O artivista (artista + ativista) usa seus talentos artísticos para lutar e lutar contra a injustiça e a opressão – por qualquer meio necessário. O artivista funde o compromisso com a liberdade e a justiça com a caneta, a lente, o pincel, a voz, o corpo e a imaginação. O artivista sabe que fazer uma observação é uma obrigação.
O impacto do artivismo versus ativismo convencional foi testado em um experimento científico público em Copenhaga, Dinamarca, em 2018. Os resultados, relatados na revista Social Movement Studies, sugerem que o artivismo pode ser mais eficaz do que o ativismo convencional.